# ストランド (ロンドン)
ストランド（Strand もしくはthe Strand）は、イギリス・ロンドン中心部のシティ・オブ・ウェストミンスター（ウェストミンスター市ないし - 区）にある大通り。グレーター・ロンドン内から西に走る幹線道路A4の一部。東からフリート・ストリートと接続してシティとトラファルガー広場とを結んでいる。

## 由来
テムズ川の北岸を走っていたため、岸辺を意味する古英語の「ストロンド」に由来する。

## 特徴
12世紀から17世紀にかけて、この通りはイギリスの上流階級と深く結びついており、ストランドとテムズ川の間にはサマセット・ハウス、旧サヴォイ・パレスなど歴史的に重要な邸宅が数多く建てられた。現代のサヴォイ・シアターとサヴォイ・ホテルは、その名にちなんで命名された。
ストランドの西端にあるストランド1番地はロンドンで最初に住居番号が付けられた場所と言われる。東端にはキングス・カレッジ・ロンドンが建つ。現在のサマセット・ハウスや王立裁判所などの重要な建造物もある。